# Personnalités du royaume de Wei
Voici une liste de personnalités éminentes se rapportant au royaume de Wei ou à la famille Cao, qui régnait sur le nord de la Chine durant le déclin de la dynastie Han et la période des Trois Royaumes (189 - 265). 

## Seigneurs de guerre et empereurs
- Cao Cao, Premier ministre des Han ; prenant l'empereur Xian sous son aile, il pose les bases du royaume de Wei en faisant la conquête du centre et du nord de la Chine

- Cao Pi, second fils de Cao Cao et premier empereur des Wei ; fonde le royaume de Wei et mène plusieurs offensives infructueuses contre les royaumes rivaux de Shu et de Wu

- Cao Rui, fils aîné de Cao Pi et second empereur des Wei ; sous son règne sont repoussées les cinq invasions menées par Zhuge Liang du royaume de Shu

- Cao Fang, fils de Cao Rui et troisième empereur des Wei ; hérite du trône en bas âge et perd ensuite le contrôle du pouvoir aux mains du clan Sima

- Cao Mao, petit-fils de Cao Pi et quatrième empereur des Wei ; tente sans vain d'assassiner Sima Zhao et est victime d'un régicide

- Cao Huan, fils de Cao Yu, cinquième et dernier empereur des Wei ; ne détenant pas de véritable pouvoir, il est contraint d'abdiquer en faveur de son Premier ministre Sima Yan

## Autres membres de la famille Cao
- Cao Ang, fils aîné de Cao Cao ; meurt durant la mutinerie de Zhang Xiu

- Cao Anmin, neveu de Cao Cao ; présente madame Zhou à Cao Cao

- Cao Chong, fils de Cao Cao ; d'une intelligence remarquable, il meurt en bas âge

- Cao Chun, cousin de Cao Cao ; combat les forces de Zhou Yu dans la défense de la province de Jing

- Cao Hong, jeune cousin de Cao Cao ; agit à titre de commandant militaire dans une multitude de conflits autant sous la gouverne de Cao Cao que sous le règne des empereurs Cao Pi et Cao Rui du royaume de Wei

- Cao Ren, cousin de Cao Cao et Grand ministre de Guerre des Wei ; participe à une multitude de conflits aux quatre coins de la Chine

- Cao Shuang, fils aîné de Cao Zhen ; est nommé Régent-Maréchal par Cao Rui et s'empare du pouvoir militaire suprême durant plus d'une décennie

- Cao Xi, second fils de Cao Zhen ; devient commandant de l’Armée centrale sous la régence de son frère Cao Shuang

- Cao Xiong, cinquième fils de Cao Cao ; est Seigneur de Xiaohuai

- Cao Xiu, ministre de Guerre des Wei ; participe à plusieurs offensives contre Sun Quan sous la gouverne de Cao Cao, Cao Pi et Cao Rui

- Cao Xun, troisième fils de Cao Zhen ; devient général de la Défense militaire sous la régence de son frère Cao Shuang

- Cao Yu, fils de Cao Pi et Prince de Yan ; décline le titre de Régent-Maréchal

- Cao Zhang, troisième fils de Cao Cao ; est fait Duc de Yanling et combat les Wuhuan au nord et les Shu à l'ouest

- Cao Zhen, adopté par la famille Cao ; mène plusieurs offensives contre les royaumes rivaux de Wu et de Shu, est Régent-Maréchal puis ministre de Guerre sous le règne de Cao Rui

- Cao Zhi, quatrième fils de Cao Cao ; l'un des plus grands poètes de son temps, mène une lutte à la succession contre son frère Cao Pi

## Généraux et officiers militaires
- Bian Xi (fictif), commandant sous Cao Cao ; tente, sans vain, d'assassiner Guan Yu lors de son voyage de 1000 li

- Cai He, lieutenant-commandant de Cao Cao ; est envoyé comme espion auprès de Zhou Yu

- Cai Mao, amiral suprême des forces navales sous Cao Cao ; est assigné à l'entraînement de la marine avec Zhang Yun

- Cai Xun, sous les ordres de son frère Cai Mao, il participe à la bataille des Trois Rivières

- Cai Yang, général sous Cao Cao ; mène une attaque sur la ville de Runan

- Cai Zhong, lieutenant-commandant de Cao Cao ; est envoyé comme espion auprès de Zhou Yu avec son frère Cai He

- Che Zhou, général de la cavalerie légère ; devient Protecteur de la province de Xu à la suite de la chute de Lü Bu

- Chen Qian, « Général Qui Pacifie l’Est » sous les Wei ; contribue à la répression de la rébellion de Zhuge Dan et combat le royaume de Wu

- Cheng Yin, officier sous Cao Cao ; se soumet à Cao Cao avec Zhang Lu et reçoit un rang officiel

- Deng Ai, général et talentueux commandant des Wei ; contribue à annexer le royaume de Shu en faisant passer son armée à travers les montagnes de Yinping

- Deng Zhong, général des Wei ; participe à repousser les attaques de Jiang Wei et suit son père, Deng Ai, dans la conquête du royaume de Shu

- Dian Man, général sous Cao Cao ; est pris en charge par Cao Cao après la mort de son père, Dian Wei

- Dian Wei, garde du corps de Cao Cao et valeureux guerrier ; sauve la vie de Cao Cao à plusieurs reprises

- Dong Heng, officier des Wei ; est sous-commandant de Yu Jin et Pang De lors de l'attaque contre Guan Yu à Fancheng

- Gao Gan, officier du clan Yuan ; se rend à Cao Cao et est nommé inspecteur de la province de Bing, puis se rebelle en l’an 205

- Guanqiu Jian, général des Wei ; mène une rébellion avec Wen Qin pour protester à la déposition de Cao Fang

- Guo Huai, général des Wei ; combat à maintes reprises et pendant plusieurs décennies le royaume de Shu

- Hou Cheng, officier sous Cao Cao ; déserte Lu Bu pour joindre Cao Cao durant le siège de Xiapi, amenant avec lui le fameux Lièvre Rouge

- Hu Lie, général des Wei ; contribue à réprimer la rébellion de Zhong Hui

- Jiang Shu, général des Wei ; alors sous les Shu, il se soumet en livrant la passe de Yangping à Zhong Hui

- Xiahou Dun, général sous Cao Cao ; favori de son maître, il combat dans une multitude de conflits et se mérite un grand nombre de titres tout au long de sa carrière

- Xiahou Yuan,général Wei frère de Xiahou Dun, il dirigea les troupes lors de la bataille du Mt Ding Jun, mais fut tué par Huang Zhong un des généraux du tigre (shu).

- Xu Chu, garde du corps de Cao Cao doté d'une légendaire force physique ; suit Cao Cao dans toutes ses campagnes militaires et sert également Cao Pi et Cao Rui

- Zhang He, il fut un des cinq grands généraux Wei ; il était tout d'abord sous les ordres de Yuan Shao ; à la suite de la défaite de celui-ci, il fut accusé de trahison ; il rejoint Cao Cao mais fut défait au Mt Ding Jun par Huang Zhong.Mais toutefois il s'illustra en tuant Ma su.

- Zhang Liao, général des Wei ; contribue à l'impressionnante victoire de Hefei

- Zhang Yan, général sous Cao Cao ; est fait Marquis du village de Anguo après avoir livré son armée de quelque 100 000 hommes à Cao Cao

- Zhong Hui, général des Wei ;contribue à l'ascension de sima Zhao vers le pouvoir et réprime deux rébellions, avant de participer à l'annexion du royaume de Shu.Meurt dans une tentative de rébellion contre le Wei.

## Stratèges, lettrés, ministres et courtisans
- Chen Deng, lettré sous Cao Cao ; est nommé Gouverneur de Guangling et livre la ville de Xuzhou à Cao Cao lorsque Liu Bei quitte la région

- Chen Gong, conseiller de Cao Cao ; contribue à la prise de la province de Yan par ses efforts diplomatiques

- Chen Gui, lettré sous les Han ; prend position pour Cao Cao dans sa lutte contre Yuan Shu et Lü Bu

- Chen Jiao, ministre et officier des Wei ; occupe les postes de ministre de la Guerre, ministre impérial d’État et ministre de l’Intérieur

- Chen Lin, lettré et officier civil sous Cao Cao ; par son talent et sa renommée, il est recruté par Cao Cao à la suite de la prise de Ye

- Chen Qun, ministre des Wei ; fait pression sur l'empereur Xian pour qu'il abdique en faveur de Cao Pi puis occupe les postes de ministre des Finances et ministre des Travaux

- Chen Tai, ministre des Wei ; contribue à repousser plusieurs invasions des Shu menées par Jiang Wei, est nommé ministre des Travaux

- Cheng Wu, conseiller militaire des Wei ; conseille Xiahou Mao lors de la première campagne militaire contre les Wei de Zhuge Liang

- Cheng Yu, conseiller de Cao Cao ; participe à plusieurs conflits, dont ceux contre Lu Bu, Yuan Shao et Sun Quan

- Dang Jun, conseiller de Deng Ai des Wei ; se rend à Chengdu pour soudoyer l'eunuque Huang Hao

- Deng Yi, intendant du Palais sous Cao Cao ; se soumet à Cao Cao en lui offrant la ville de Jiangling

- Dong Jue, courtisan des Wei ; ancien ministre des Shu, il se joint aux Wei à la suite de l'anéantissement de son royaume et devient chancelier de l’État et cavalier servant à titre régulier

- Dong Zhao, conseiller supérieur de Cao Cao ; propose le titre de Duc à Cao Cao

- Du Xi, courtisan sous Cao Cao ; occupe plusieurs positions au sein du gouvernement et combat Huang Zhong dans la région de Hanzhong en tant que lieutenant de Xiahou Yuan

- Fan Jian, secrétaire des Shu ; se rend à Luoyang avec Liu Shan où il se soumet aux Wei, recevant un titre de noblesse

- Fu Gan, conseiller militaire de Cao Cao, convainc Cao Cao de renforcer le gouvernement civil

- Fu Xun, lettré sous Cao Cao, convainc son seigneur Liu Zong de se soumettre à Cao Cao et est fait marquis

- Guo Jia, brillant stratège et conseiller de Cao Cao ; conseille Cao Cao dans ses mouvements contre Lu Bu, Liu Bei et la famille Yuan

- Jia Kui, ministre et général des Wei ; administre plusieurs comtés et districts et participe à une invasion du royaume de Wu

- Jia Xu, conseiller militaire de Cao Cao ; devint Grand Commandant des Wei sous le règne de Cao Pi

- Jiang Gan, conseiller de Cao Cao ; tente de gagner les services de Zhou Yu peu après la bataille de la Falaise rouge

- Jiang Ji, stratège des Wei et proche conseiller de Sima Yi ; est impliqué dans le coup d'État de Sima Yi

- Sima Yi, stratège hors pair des Wei ; contre toutes les invasions provenant du royaume de Shu menées par son grand rival Zhuge Liang et parvient à la tête du pouvoir militaire des Wei

- Xu You, conseiller de Cao Cao ; propose l'attaque sur le dépôt de grain de Wuchao durant la Bataille de Guandu

## Le clan Gongsun
Contrôlant les territoires du Liaodong et bénéficiant d'un statut de semi-indépendance, la famille Gongsun était néanmoins assujettie au royaume de Wei jusqu'en l'an 237, où elle déclara son indépendance. Toutefois, le clan Gongsun fut renversé en l'an 238 lors d'une campagne militaire des Wei menée par Sima Yi et Guanqiu Jian.
- Bei Yan, général en chef sous Gongsun Yuan ; combat les troupes ennemies de Sima Yi

- Gongsun Gong, seigneur de guerre ; succédant à Gongsun Kang, il est nommé Général des Chars et de la Cavalerie par Cao Pi

- Gongsun Kang, seigneur de guerre régnant sur le Liaodong ; s'allie avec Cao Cao en expédiant les têtes de Yuan Xi, Yuan Shang et Ta Dun

- Gongsun Yuan, seigneur de guerre assujetti aux Wei pendant un temps et qui se rebelle sous le règne de Cao Rui, se déclarant roi de Yan

- Jia Fan, général sous Gongsun Yuan ; s'oppose à la déclaration d'indépendance de ce dernier